# Coupe des Pays-Bas de football 1948-1949
Navigation
Édition précédente Édition suivante
La Coupe des Pays-Bas de football 1948-1949, nommée la KNVB beker, est la 38e édition de la Coupe des Pays-Bas.

## Finale
La finale se joue le 11 juin 1949 au  Sportpark Aalsterweg à Eindhoven. Le Quick Nimègue bat le SC Helmondia (nl) 2 à 1 aux tirs au but. À la fin du temps règlementaire les deux équipes sont à égalité 1 à 1, on ne joue pas de prolongation. Le Quick Nimègue remporte son premier titre.